# جاك برونون
جاك برونون (بالفرنسية: Jacques Brugnon)‏ مواليد 11 مايو 1895 في باريس - الوفاة 20 مارس 1978 في باريس، كان لاعب كرة مضرب فرنسي وكان يلعب باليد اليمنى. كما أنه أحد أبطال الجراند سلام. أعلى تصنيف له في الفردي كان المركز الـ 9 في سنة 1927. سبق أن شارك في دورة الألعاب الأولمبية الصيفية.

## بطولات حققها
- بطولة ويمبلدون

## النهائيات

### الزوجي

#### اللقب (10)
| السنة | الدورة             | الشريك     | المنافس في النهائي                | النتيجة                  |
| 1926  | ويمبلدون           | هنري كوشيه | هوارد كينزي فنسنت ريتشاردز        | 7–5, 4–6, 6–3, 6–2       |
| 1927  | البطولة الفرنسية   | هنري كوشيه | جان بورترا رينيه لاكوست           | 2–6, 6–2, 6–0, 1–6, 6–4  |
| 1928  | البطولة الأسترالية | جان بورترا | إدغار مون جيم ويلارد              | 6–2, 4–6, 6–4, 6–4       |
| 1928  | البطولة الفرنسية   | جان بورترا | هنري كوشيه رينيه دي بوزلت         | 6–4, 3–6, 6–2, 3–6, 6–4  |
| 1928  | ويمبلدون           | هنري كوشيه | جون هوكس (تنس) جيرالد باترسون     | 13–11, 6–4, 6–4          |
| 1930  | البطولة الفرنسية   | هنري كوشيه | هاري هوبمان جيم ويلارد            | 6–3, 9–7, 6–3            |
| 1932  | البطولة الفرنسية   | هنري كوشيه | مارسيل برنار كريستيان بوسوس       | 6–4, 3–6, 7–5, 6–3       |
| 1932  | ويمبلدون           | جان بورترا | بات هيوز فريد بيري                | 6–0, 4–6, 3–6, 7–5, 7–5  |
| 1933  | ويمبلدون           | جان بورترا | ريوسوكي نونوي جيرو ساتو           | 4–6, 6–3, 6–3, 7–5       |
| 1934  | البطولة الفرنسية   | جان بورترا | جاك كراوفورد (تنس) فيفيان ماكغراث | 11–9, 6–3, 2–6, 4–6, 9–7 |

## الميداليات
| الميدالية | المسابقة                       |
| --------- | ------------------------------ |
| فضية      | الألعاب الأولمبية الصيفية 1924 |

## روابط خارجية
- جاك برونون على موقع رابطة محترفي التنس (الإنجليزية)
- جاك برونون على موقع الاتحاد الدولي لكرة المضرب (الإنجليزية)
- جاك برونون على موقع كأس ديفيز (الإنجليزية)
- جاك برونون على موقع قاعة مشاهير كرة المضرب الدولية (الإنجليزية)
- جاك برونون على موقع خلاصة التنس.كوم (الإنجليزية)
- جاك برونون على موقع اللجنة الأولمبية الدولية (الإنجليزية)
- جاك برونون على موقع أوليمبيديا (الإنجليزية)